# Pireneitega major
Pireneitega major là một loài nhện trong họ Amaurobiidae.
Loài này thuộc chi Pireneitega. Pireneitega major được miêu tả năm 1875 bởi Kroneberg.